# Janiszowice (powiat krośnieński)
Janiszowice (dawna niem. nazwa Jähnsdorf, daw. Janiszewice) – wieś w Polsce położona w województwie lubuskim, w powiecie krośnieńskim, w gminie Bobrowice.
W latach 1954–1972 wieś należała i była siedzibą władz gromady Janiszewice. W latach 1975–1998 miejscowość należała administracyjnie do województwa zielonogórskiego.
Prawdopodobnie wieś została założona w XIII wieku na obszarze 17 łanów. Do czasów reformacji podlegała pod domenalny urząd książęcy w Krośnie. Na południe od wsi znajduje się jezioro Jańsko.

## Zabytki
Do wojewódzkiego rejestru zabytków wpisane są:
- Prawdopodobnie w XIV wieku zbudowano tu z kamienia polnego świątynię, która już w XVII wieku została gruntownie przebudowana[4]. Kościół filialny pw. Niepokalanego Poczęcia Najświętszej Maryi Panny jest jednonawową budowlą założoną na planie prostokąta. Posiada kwadratową wieżą, która przylega do jej korpusu od strony zachodniej. Nawa jest obudowana od północy i południa przybudówkami[4]. Jedna z nich służy jako zakrystia, a przez dwie inne prowadzi wejście na empory. Zamknięte łukowato okna umieszczone są nad przybudówkami. Korpus pokrywa dach trójspadowy, a wieżę hełm namiotowy[4].
- cmentarz ewangelicki, z poł. XIX w.